# Enoptromancie
L'enoptromancie est un genre de divination.

## Description
Elle consistait à lire le passé et l'avenir dans un miroir en le consultant les yeux bandés.

## Historique
Le terme vient du grec enoptron, miroir ; et de manteia, divination. 